# 林家パー子
林家 パー子（はやしや パーこ、本名：佐藤 粋子、1948年〈昭和23年〉8月13日 - ）は、日本のタレント、落語家、写真家、コーディネーター。東京都北区赤羽出身。夫は兄弟子でタレントの林家ペー。夫とともにP&P企画所属。明るいキャラクターと独特な笑い声で、デビュー当初よりお茶の間の人気となった。

## 来歴

花菱は林家三平一門の定紋であり林家こん平に移門しても同じである。

元々は演歌歌手を目指しており、タレントになる前は作詞家・石坂まさをに弟子入りし、歌のレッスンを受けていた(藤圭子は妹弟子である)。石坂は、以前から初代林家三平と大の仲良しで家族ぐるみの付き合いがあった。
1968年のある日、石坂に連れられて根岸(台東区)にある三平の自宅に訪れると、三平の妻・海老名香葉子に気に入られた。香葉子から「あなた明るくていいわ。パーッと気持ちが華やぐから、あなたは“パー子さん”ね」と言われた。これがそのまま自身の芸名となり、香葉子の誘いによりその日のうちに三平に入門した。
入門直後は素人っぽい簡単な小咄し程度の喋りしか出来なかったが、パーッと明るい大らかな笑顔と可愛さから、すぐに「女性（美人）落語家」として一躍脚光を浴びる。また、“三平の女弟子”という肩書きも相まって、入門1ヶ月にして『パー子のエプロン寄席』の進行役など、レギュラー番組を持ち活躍。アイドル並みの人気があった。
1972年3月30日に(4年先輩の)兄弟子・ペーと結婚し、結婚してからは夫婦でのペア出演が多くなった。結婚のいきさつは、ペーから「『パーコナー』になってくれないか」と求婚されたから。子供はいない。
自身の実家が赤羽にあることもあり、結婚後ぺーと2人で50年以上に渡り赤羽地域内で暮らしており(過去に赤羽で1度だけ引っ越している)、現在(2020年)はマンション暮らし。

## エピソード

### ペーとの結婚
パー子が三平に弟子入りした頃、ぺーは漫談家を目指す付き人で他の弟子は全員噺家だった。パー子は寄席には行かず、三平とペーと3人でよく営業に行っていたため、自然とぺーと話す機会が増える。
ある時ペーに出会ったパー子の母親は、人前で行儀や見栄を気にしない彼を「真面目で裏表がない人」と気に入った。パー子はペーに恋愛感情はなかったが、母親から彼との結婚を勧められたことで、徐々に「飾りっ気のないさっぱりした人」と思うようになり結婚を決めた。ぺーが元々兄弟子であることから、結婚後も“おにいちゃん”と呼んでいる。
パー子は最近(2022年頃)の夫婦関係について、「夫婦だから言い合いになることはある。でも数年前から私の耳が遠くなったのと元々人の話をよく聞かない所があるの。それでいつもおにいちゃんが私に大きな声で話しかけてるんだけど、はたから見ると終始喧嘩してるみたいで、他所様が私達の会話を見て驚くらしい」と語っている。

### ピンク色
元々パー子は子供の頃からピンク色の服を好んで着ており、結婚後から間もなく夫婦で着るようになった。元々ペーは地味な色のスーツで活動していたため、ピンク色の衣装にはまだまだ抵抗があった。しかし、その後バラエティ番組で出会ったテリー伊藤の後押しもあり、パー子の意見を取り入れて徐々に靴、カバン、カメラなどもピンク色の物を身につけるようになった。
ちなみにパー子の髪色は本来真っ黒だが「ピンク色と合わない」との理由から、仕事時は黒髪を隠しながら茶髪のウィッグや帽子を被るなどオシャレを楽しんでいる。
また仕事内容によっては、依頼者側の要望によりピンク以外の衣装で公の場に登場することもある。

### ペーのアフロヘアと郷ひろみ
夫婦でピンク色の衣装を着始めた1970年代の頃、パー子は七三分けの髪型だったペーに「地味な髪型だと衣装のピンクに負けちゃう」と助言した。パー子の提案により、ペーの髪型をアフロヘアに変えることが決まった。
この時アフロヘアを提案したのは以前からパー子が郷ひろみの大ファンで、1970年代当時彼がアフロヘアだったことから。また、夫婦の趣味である有名人や仕事中の写真撮影は、パー子が郷ひろみとのツーショット写真をお願いしたことから始まった。
ペーがアフロヘアに変える頃郷の母親が原宿の美容院を開いていたため、ペーもそこで長年パーマをかけてもらっていた。その後郷の母親の店は閉店したこともあり、現在(2022年)はパー子がぺーの髪をカーラーで巻いてアフロにしている。

## 人物

### 考え方
「嫌なこと・苦手なことはできるだけ避けて、のんびり気ままに生きたい」との考えを持っている。また、夫婦共通のモットーとして「何事においても無理をしないこと。芸能界に細く長くいられるよう仕事もマイペースで」という考えを持っている。
基本的に自宅で過ごすことが大好きなため、仕事がない日はほとんど家から出ない。家好きが講じて1990年頃前から「夫婦としては、日帰りの仕事しか引き受けない」ということをポリシーにしている。
健康志向なため、パー子はスクワットと筋トレを毎日欠かさず行い、体も柔らかい。
後述の通りパー子は外食NGなため、基本的に自宅で自炊したものを食べている。日々の食事では夫婦の健康を考えてできるだけ添加物の少ない食材を購入し、魚・野菜・豆腐などを用いた和食中心のバランスの良い食事を作るよう心がけている。パー子は肉類をあまり食べず、酒に至っては全く飲まない。また、ペーが少しでも健康に悪そうな食べ方をするのを見るたびに、よく注意している。

### その他
「ハッハー」などの甲高い笑い声と「ヤーダ」という口癖が特徴で、共演者からは「鳥がいる」と例えられる（声を出しすぎたせいで耳が悪くなった）。ぺーからは、「彼女の芸は天性の愛嬌と独特の笑い声だと思う」と評されている。
生年月日に関して、夫婦共に誕生月日のみ言う場合や「年齢非公表」とする場合がある。
パー子は、小さい頃から日本舞踊や三味線を習っていた。
先述の通り意図せず突然三平の弟子になったパー子は、「流されるまま芸人になりましたが、未だに(2022年)“面白いこと”って何なのか分からないし、特に芸をしようとは思わないんです」
ぺーからは「本人は『芸がない』って言ってるけど実際には三味線も弾けるし、歌も踊りもできる。ただ本人にやる気がないだけ」と評されている。
先述の通り郷ひろみの大ファンに加えて、ペーとともにイチローの大ファンで、夫婦で郷ひろみのファンクラブとイチローのファンクラブに入っている。
極度の人見知りな性格で、初めて入る店では他人の目が気になって食べるのに苦労するため、外食をNGにしている。ペーからは、「お嬢さん気質で世間知らずで天真爛漫」と評されている。

## 音楽
- ただ抱きしめるだけの愛で悲しませないつもりなんて（1993年） - 電波子とのユニット。パーコパコ名義。
- 海老名の穴（所ジョージのアルバム・「僕の犬」（1996年）収録） - 間奏で夫の林家ペーがセリフで参加。その声に合いの手のように得意の甲高い笑い声をあげている。

## 主な出演

### テレビ出演
- やじうま寄席（日本テレビ）
- 刑事ガンさんシリーズ6（1995年、TBS）
- 明日があるさ 第4話（2001年、日本テレビ）
- ラブ・ジャッジ2（2004年、TBS） - 林家パー子（本人役）
- 最強のオヤコ（2016年、毎日放送制作・TBS） - EDの客 役
- 勇者ヨシヒコと導かれし七人 第4話（2016年10月28日、テレビ東京） - 兄様の後を追うヒサが変身したキャラ 役
- 脳にスマホが埋められた!（2017年） ‐ 林家パー子（本人役）
- 家政夫のミタゾノ（2018年） ‐ 林家パー子（本人役）
- 最後のオンナ（2020年）

### 映画
- かぐや様は告らせたい〜天才たちの恋愛頭脳戦〜ファイナル（2021年8月20日、東宝） - 林家パー子（本人役）

### CM
- ディスカウントストア・ロヂャース ※林家ペーと共演[17]
- リクルート「ゼクシィ ※林家ペーと共演
- キリン「ぽっぽ茶」 ※林家ペーと共演
- ダイハツ・タントカスタム（2012年 - ）
- ナンバーズ ※林家ペーと共演
- モンデリーズ・ジャパン「クロレッツ ピンクグレープフルーツミント」（2017年） ※ Web CM、林家ペーも出演[18]

### ナレーション
- 映画『世界の果てまでヒャッハー!』予告編（2016年） ※林家ペーと共演[19]。

## 出版書籍
- 林家ペー、パー子の爆笑芸能写真館 シンコーミュージック・エンタテイメント

## アプリ
- iPhoneアプリ『毎日ニュースペー☆パー365』毎日新聞社、フィーチャーフォンアプリ『林家ペー・パー子の芸能人激写マスター』エクシング